# Great escape
『great escape』（グレート・エスケープ）は、cinema staffの通算4枚目、メジャー3枚目のシングル。2013年8月21日に、ポニーキャニオンからリリースされた。

## 概要
前作「小さな食卓」、「西南西の虹」から約6ヶ月ぶりのリリースである。
表題曲「great escape」は、テレビアニメ『進撃の巨人』後期エンディング・テーマである。今回がcinema staffにとって初めてのタイアップとなった。
カップリングには、同年7月11日に、渋谷クラブクアトロで開催された、全国ツアー『僕たちの秘法』ファイナルのライブ音源がより、6曲が収録されている。収録の意図として、「アニメで知った方たちに僕らのライブの雰囲気が伝わってほしい」とコメントしている。
2015年2月、シングル「great escape」がゴールド（シングルトラック）認定。

## 収録曲
1. great escape [3:27]
  - 作詞：三島想平、作曲：cinema staff、編曲：cinema staff / 亀田誠治
  - MBSテレビアニメ『進撃の巨人』後期エンディング・テーマ
2. cinema staff【僕たちの秘法】tour Final @2013.07.11 渋谷CLUB QUATTRO [33:34]
  1. 望郷
  2. 世紀の発見
  3. into the green
  4. 革命の翌日
  5. 西南西の虹
  6. 溶けない氷

## チャート成績
オリコンチャートのCDシングル週間ランキングでは、2013年9月2日付のランキングで初登場で最高順位12位を記録し、初となるTOP20を獲得した。さらに2013年6月度の月間チャートでは発売初月に約2.0万枚を売り上げ、37位を獲得した。
ビルボードの(JAPAN Hot 100)シングルチャートでは、2013年9月2日付のランキングで、11位を獲得、アニメチャートでは初となる首位を獲得した

## カバー
- 大橋彩香 - 2014年6月1日 Anisong Ichiban!! presented by Horipro　赤坂BLITZ
- Afterglow［美竹蘭（佐倉綾音）］ - 2017年7月25日 配信スマートフォン向けゲーム「バンドリ! ガールズバンドパーティ!」
- 佐々木望 - clubDAM企画『あにそんボーカル』